# Geomitra delphinuloides
Geomitra delphinuloides е изчезнал вид коремоного от семейство Hygromiidae.